# Transexualidade
Transexualidade refere-se à condição do indivíduo cuja identidade de gênero diverge do gênero ligado ao sexo físico biológico que lhe foi atribuído ao nascimento. Uma pessoa transexual pode realizar processos que melhorem seu bem-estar pessoal, através da forma como se apresenta e de intervenções no corpo com o intuito de alterar as características sexuais secundárias e fenótipos das características sexuais primárias.
O processo de transição de gênero pode envolver aspectos comportamentais, de vestimenta ou vestuário e biológicos anatômicos ligados ao dimorfismo sexual na espécie humana, como a administração de hormônios, cirurgias plásticas e/ou cirurgia de redesignação sexual, sendo o último menos acessível financeiramente.
A transexualidade atualmente é tida como uma variação esperada da diferenciação biológica entre os sexos.
Pessoas transexuais podem passar pela disforia de gênero, que apresenta-se não só como a aversão por características primárias e secundárias sexuais, mas também pelo desenvolvimento de apatia, ansiedade, depressão, e outros transtornos desenvolvidos pela angústia do indivíduo de viver em desacordo com sua identidade de gênero, sendo diferente do transtorno dismórfico corporal.
A França, onde a transexualidade deixou de ser considerada como transtorno mental em 2010, foi o primeiro país a tomar esta decisão. Em 2018, a Organização Mundial de Saúde (OMS) retirou a transexualidade da lista de transtornos mentais, porém, continua na Classificação Estatística Internacional de Doenças (CID), mas em uma nova categoria, denominada "saúde sexual".
O gênero não-binário é comumente incluído dentro do termo guarda-chuva da transexualidade, havendo muitas pessoas não-binárias que são trans.

## Definições
Se entende como transexual o indivíduo que não apresenta a disforia de gênero em função de outro transtorno, tal como esquizofrenia, nem está associado a qualquer condição intersexual, genética ou do cromossomo sexual, e quando há persistência do transtorno durante um longo período de tempo, que a OMS quantifica como no mínimo dois anos. Segundo a mesma, só pode ser considerado como transexual aquele que demonstra angústia e aversão ao seu sexo biológico, buscando tratamento médico para congruir seu corpo ao sexo pretendido.
Alguns consideram que as mudanças provocadas por tratamento hormonal, sem alterações cirúrgicas, são suficientes para qualificar o uso do termo transexual, ideia esta baseada em alterações físicas ligadas ao dimorfismo sexual. Outros, especialmente agentes de saúde, acreditam que existe um conjunto de procedimentos, que engloba psicoterapia, hormonoterapia e cirurgia que devem ser seguidos de acordo com cada caso e não de forma padronizada para todos[carece de fontes?].
O público em geral muitas vezes define "transexual” como alguém que fez ou planeja fazer uma cirurgia de "mudança de sexo". Uma definição mais simples, utilizada por alguns autores, considera como transexual alguém que se identifica com o gênero oposto. O termo corrente para definir mudanças de características sexuais é Cirurgia de Reatribuição Sexual - CRS (Sex Reassignment Surgery - SRS, em inglês), um termo que reflete a ideia de que as pessoas transexuais não estão “mudando de sexo”, mas corrigindo seus corpos. Entretanto, tem sido comumente aceito que o desejo de pertencer ao gênero oposto, ou a afirmação de que determinada pessoa é do gênero oposto ao gênero designado no nascimento, já é condição suficiente para alguém ser transexual. Em contraste, algumas pessoas transgêneros muitas vezes não se identificam como sendo ou querendo pertencer ao gênero oposto, mas como sendo ou querendo ser do gênero oposto.
Transexualidade (também conhecida como neurodiscordância de gênero) é um termo entre os comportamentos ou estados que abrigam o termo transgênero. Transgênero é considerado um termo guarda-chuva para pessoas que fogem dos papéis sociais de gênero. Entretanto muitas pessoas da comunidade transexual não se identificam como transgênero. Alguns vêem transgênero como descaracterização e não reconhecimento de suas identidades porque, para estes, o termo significa uma "quebra de papéis sociais de gênero", quando de fato vêem a si mesmos como pertencendo ao sexo diferente do que lhes foi designado no nascimento.
Pessoas transexuais são muitas vezes definidas como pertencentes à comunidade LGBTQ+ ou queer e alguns se identificam dentro da comunidade; outros não, ou preferem não usar o termo. Deve ser ressaltado que a transexualidade não está associada ou é dependente da orientação sexual. Mulheres e homens transexuais exibem uma gama de orientações sexuais, da mesma forma que os cissexuais (não-transexuais). Eles sempre usam termos para sua orientação sexual que estejam relacionados com o gênero final. Por exemplo, alguém designado como do sexo masculino no nascimento, mas que se identifica a si como uma mulher e que é atraída tão somente por homens, irá identificar-se como heterossexual, não como gay; da mesma forma, alguém que foi designado como do sexo feminino no nascimento, se identifica como homem e prefere parceiros homens irá se identificar como gay, não como heterossexual.
Em outra abordagem, velhos textos médicos descrevem, com frequência, a transexualidade como uma variante da orientação sexual em relação ao sexo designado e não como uma variante do gênero ou da identidade; em outras palavras, referem-se a uma transexual MtF (de Homem para Mulher, do inglês Male-to-Female) que é atraída por homens como "um homossexual transexual masculino". Atualmente considera-se os termos MtF e FtM como cientificamente imprecisos e clinicamente insensíveis. Hoje tais pessoas seriam chamadas, e provavelmente se identificam, como uma mulher trans-heterossexual (para MtF) e vice-versa para FtM.
Um certo número de pessoas de fora da comunidade transexual mantém o uso de termos em referência a pessoas transexuais associado com seu sexo de nascimento (por exemplo, chamando uma mulher transexual como "ele"). Esse uso é considerado no mínimo uma insensibilidade. Mulheres transexuais, não confundir com travestis, palavra que vem de trans-vestir, que sequer almejam uma cirurgia de reatribuição de sexo, preferem ser chamadas como "elas" no convívio social.
Transexualidade não deve ser confundida com crossdressing ou com o comportamento drag queen, que podem ser descritos como transgêneros, mas não transexuais, também, o fetichismo da travestilidade normalmente não tem quase nada, ou nada, a ver com transexualidade, pois não apresenta o desejo real pela mudança de sexo. Nessa mesma linha também é necessário separar o fetichismo da travestibilidade das travestis que se identificam, de forma contumaz, com o sexo oposto ao do nascimento.

## Terminologia
O gênero dos termos usados para descrever pessoas transexuais sempre se refere ao gênero-alvo. Por exemplo, um homem transexual é alguém que foi identificado como fêmea no nascimento em virtude de seus genitais, mas identifica-se como um homem que está em transição para um papel social de gênero masculino e um corpo reatribuído como masculino (um termo alternativo usado em inglês é transexual FtM - female-to-male transsexual - ou homem transexual).
Todos os que pesquisam o assunto precisam estar atentos para o fato de que alguns textos médicos antigos fazem referência ao sexo original da pessoa, em vez de ao sexo-alvo; em outras palavras, referindo-se a uma transexual MtF (Masculino para Feminino) como "um transexual masculino". Essa forma está fortemente em desuso e é considerada inadequada e ofensiva.
A utilização de "transexual" como substantivo, em vez de adjectivo (homem transexual, mulher transexual, pessoa transexual), também é considerada desumanizadora, e está a cair em desuso.
Certas pessoas preferem o termo transexuado sobre transexual, pois consideram que a palavra "sexual" encontrada em transexual é um erro. Outra justificativa feita para tal preferência é que sentem que esta está mais próxima do termo intersexo. Muitos grupos transexuais abriram espaço para intersexos porque sentem que ambos os grupos possuem muito em comum. Por algumas definições é possível ser tanto intersexuado como transexuado. Outras tentativas de evitar interpretações errôneas da junção com a base -sexual têm tornado aceitável o uso de "transgênero".

## Aspectos históricos
Não existem referências disponíveis a respeito de pessoas transgênero antes do Império Romano.
Filo, filósofo judeu helenizado do século I e morador de Alexandria, segundo Hyde (1994) e GREEN (1998), descreve homens que se travestiam e viviam como mulheres, chegando até a se emascular e retirar o pênis. Seriam os chamados eunucos, termo que deriva da expressão grega para guardião ou zelador do leito. Aqueles que guardavam, sem riscos, os leitos das mulheres de seus senhores.
GREEN (1998) cita descrições e poemas feitos pelos romanos Manilo e Juvenal acerca desses indivíduos que viviam e se comportavam como mulheres e tinham vergonha e ódio de serem vistos como homens. Esses eunucos, em Roma, tinham os testículos extirpados, mas muitas vezes mantinham seus pênis, o que lhes possibilitava ereções. Alguns, todavia, tinham os testículos e pênis removidos.

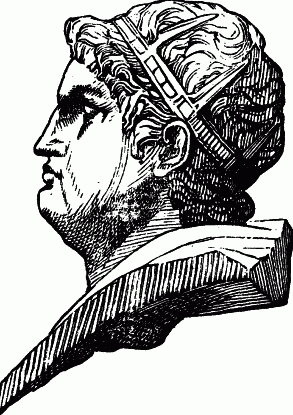
Nero por ter remorsos de matar a esposa grávida transformou Esporo, um escravo, em mulher e se casou com este

Vários imperadores romanos são descritos por se travestirem (transexuais, travestis e transgêneros) ou apresentarem características afeminadas. Contudo, dois casos merecem destaque. O primeiro diz respeito a Nero que após chutar sua esposa grávida, Popeia Sabina, até a morte, arrependeu-se e, tomado de remorsos, buscou alguém parecido com ela. Encontrou em um escravo, Esporo, essa semelhança. Nero então ordenou a seus cirurgiões que o transformassem em mulher. Após a cirurgia os dois se casaram formalmente – inclusive com direito a véu de noiva e enxoval – e Esporo viveu como mulher a partir de então.
Já o imperador romano Heliogábalo casou-se formalmente com um poderoso escravo, adotou o papel de esposa e oferecia metade de seu império ao médico que o equipasse com uma genitália feminina.

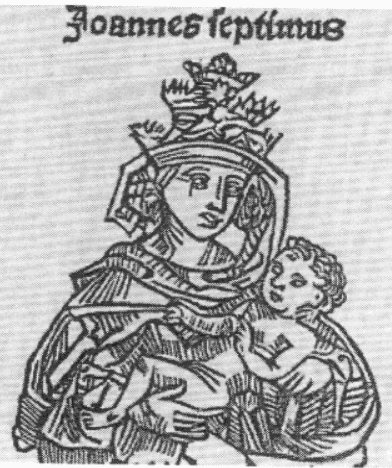
A Papisa Joana que supostamente foi o Papa João VIII

No século XIII algumas crônicas espalharam a lenda da Papisa Joana, uma mulher que teria governado a Igreja católica no século IX. Nenhum historiador ou estudioso, a partir do século XIX, deu crédito a esta história. Não existem evidencias de que o Papa João VIII ou o Papa Leão IV tivessem costumes efeminados. No entanto, autores anticatólicos sem credibilidade na comunidade científica, tem ainda difundido esta lenda. Papisa Joana seria uma mulher travestida de homem que teria engravidado e morrido ao dar à luz um bebê. Segundo NEW e KITZINGER (1993), a Papisa Joana teria nascido mulher com o possível nome de Giliberta, e adotou o nome masculino de “John Anglicus” e foi papa por dois anos, 7 meses e 4 dias. As autoras especulam que o Papa João VIII poderia ter realmente sido uma mulher com deficiência de 21 – hidroxilase, ou seja, uma pseudo-hermafrodita feminina. De qualquer maneira, a história alcançou nossos dias e transformou-se no filme de Michael Anderson chamado “Pope Joan”, com Liv Ullmann no papel principal.
Há referências até no meio médico de que nessa época da História existiam pessoas de um gênero que se passavam e viviam como se pertencendo ao gênero que não o de seu nascimento. A maior autoridade em ginecologia medieval e do renascimento teria sido Trotula, mulher formada na Escola de Medicina de Salerno que teria escrito por volta de 1150 d.C os mais populares tratados de cosmetologia e saúde de mulheres. Teoriza-se que Trotula teria na realidade sido um homem que se travestia de mulher para tratar de mulheres. Apologistas desta teoria propõem que essa seria sua única opção, pois era então proibido um homem cuidar de uma mulher no papel de médico.

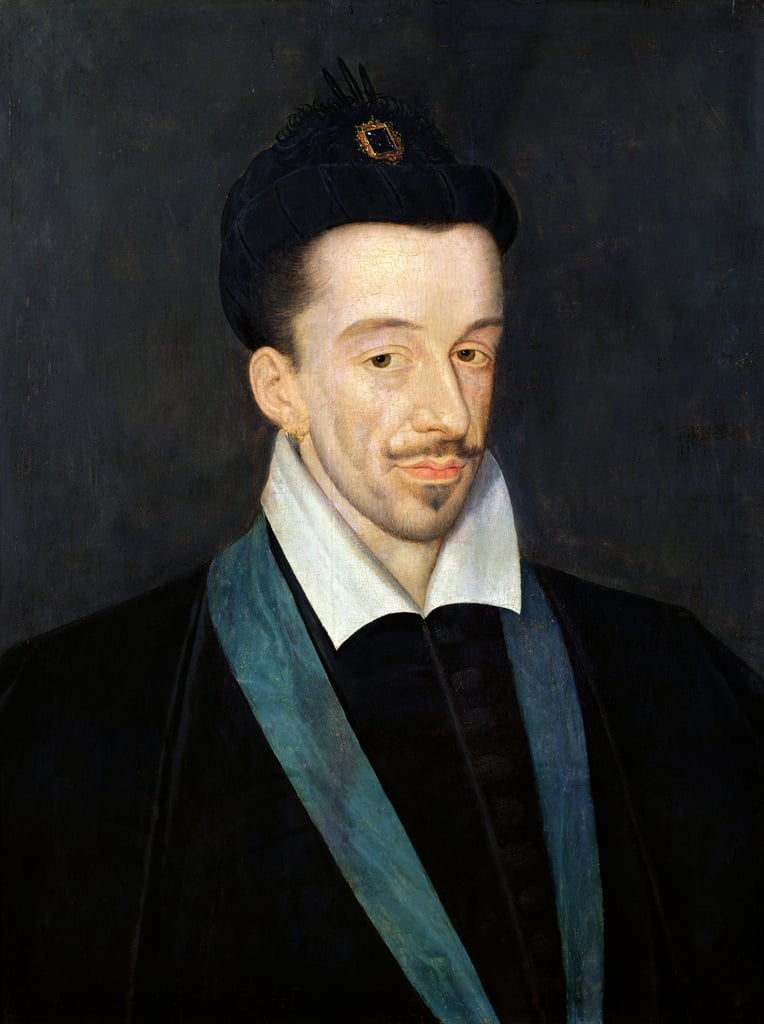
O Rei Henrique III de França se apresentou aos deputados travestido

Já na Renascença, o Rei Henrique III de França, “Sa Majeste” – que significa Sua Majestade, mas no feminino – queria ser considerado mulher, tendo se apresentado aos deputados travestido, usando um longo colar de pérolas e um vestido curto.
Durante o século XVII, na França, o abade de Choisy, também conhecido como François Timoleon, após ter sido criado como menina por sua mãe, deixou um vívido relato de seu desejo de ser e de se vestir como mulher.
Um dos mais famosos personagens de fluidez de género é o Chevalier d’Eon, que deu origem ao epônimo “eonismo” para significar o fenômeno da travestilidade em linhas gerais. Ele era o rival de Madame de Pompadour como amante de Luis XV. Quando o rei descobriu seu erro de avaliação, nomeou-o embaixador. Quando Luis XV faleceu, ele viveu permanentemente como mulher. Passou seus últimos anos na Inglaterra e viveu 49 anos como homem e 34 como mulher.
Em Versalhes, em 1858, Mlle. Jenny Savalette de Lange revelou, ao morrer, se tratar de um homem. Passou toda a vida como mulher, tendo se relacionado com seis homens; tinha certidão de nascimento falsa e recebia do rei uma pensão e moradia em Versalhes.
Não apenas na França esse fenômeno se manifestava. Nos Estados Unidos, é famoso o Lorde Cornbury, primeiro governador colonial de Nova York, que chegou ao Novo Mundo vestido como mulher e despachava assim em seu escritório. Cem anos depois, durante a Guerra de Secessão, Mary Walker foi a primeira mulher a ser comissionada como cirurgiã do exército e a ser autorizada pelo Congresso a se vestir com roupas de homens.

## Aspectos mitológicos
Na mitologia greco-romana, segundo GREEN (1998), encontra-se referência a Vênus Castina, a qual, para GREGERSEN (1983, p. 71) seria a “deusa que se preocupa e simpatiza com os anseios de almas femininas presas em corpos masculinos”. Uma das várias denominações e especificações da deusa do amor, mais conhecida entre os gregos por Afrodite.
Outras referências mitológicas são encontradas em indivíduos cuja mudança de sexo não se dá por desejo, mas, sim, por punição divina. GREEN (1998) cita o mito do adivinho Tirésias de Tebas, que, ao ascender ao Monte Citerão, encontra duas cobras copulando. Ao separá-las e matar a fêmea, ele é punido pelos deuses, sendo transformado em mulher. Sete anos depois, ao se adaptar a essa condição e forma femininas, Tirésias sobe o mesmo monte. Ao se deparar com a mesma cena de duas cobras copulando, mata o macho e, com isso, consegue ser novamente transformado em homem pelos deuses. Por ter experimentado tanto o prazer sexual feminino quanto o masculino, Tirésias é escolhido como juiz em uma disputa entre Zeus e Hera com relação a esse tema. Ao afirmar no veredito que o prazer da mulher era superior ao do homem, na proporção de nove a um, a deusa o cega, pois apesar de aparentemente dar a vitória às mulheres, sua conclusão privilegiava os homens, na medida em que o prazer feminino dependeria do desempenho masculino. Zeus, condoído, dá-lhe o dom da adivinhação como forma de “ver o futuro”. Tal dom desempenhará papel especial em outros mitos como, por exemplo, o de Édipo

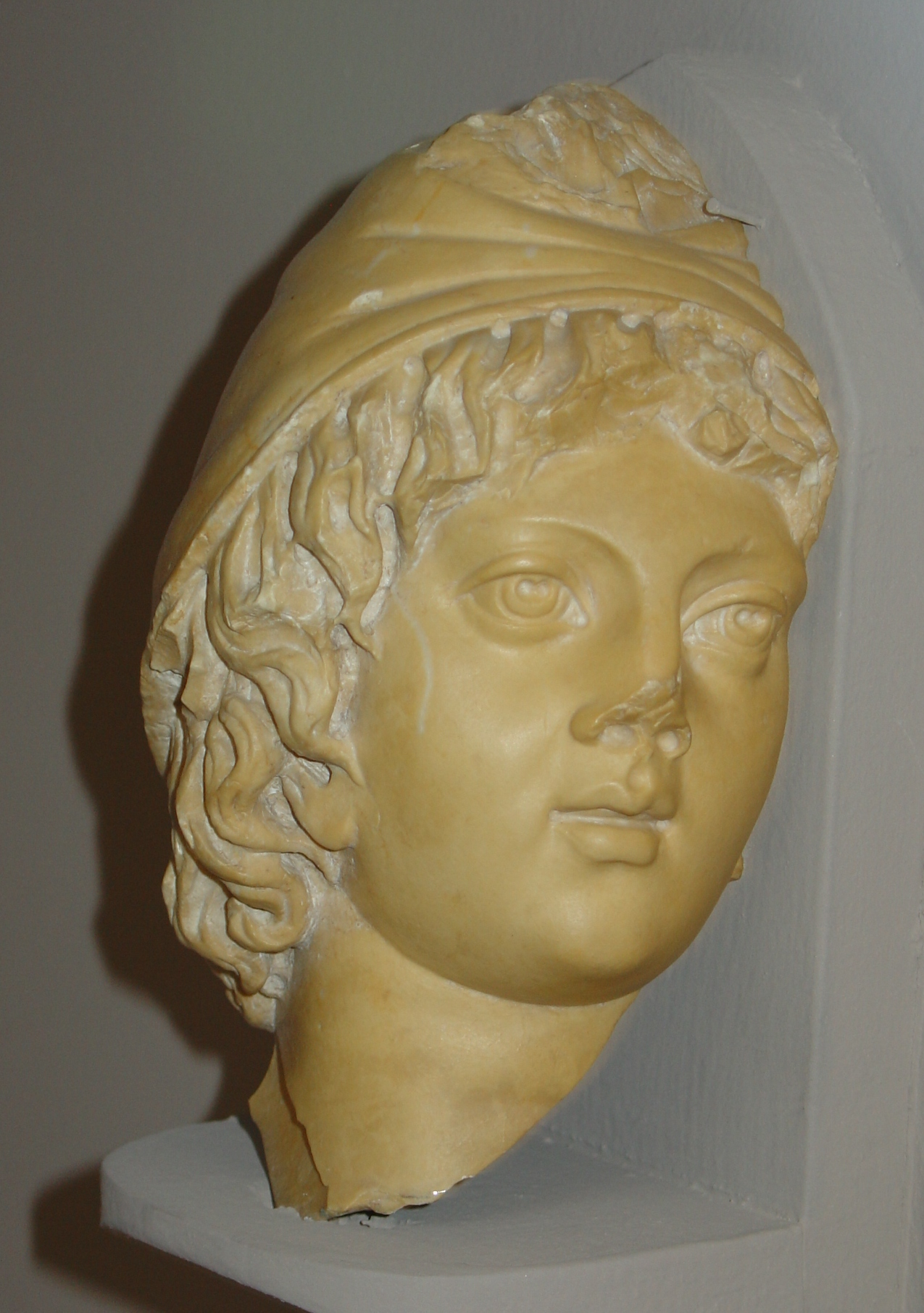
O deus Átis, cujos sacerdotes eram obrigados a se castrar em sua deferência

Já no reino da Frígia (atualmente região da Turquia), os sacerdotes do deus Átis - filho e amante de Cibele, a mãe Terra - eram obrigados a se castrar em deferência a Átis, que se emasculou sob um pinheiro por conta desse amor proibido, mas realizado. Esses sacerdotes não só se castravam, mas também podiam retirar toda a genitália externa masculina. Viviam e se vestiam como mulheres comuns. O culto foi levado a Roma após as Guerras Púnicas travadas contra Cartago nos séculos III e II a.C., onde, apesar de proibido, era valorizado. Para homenagear esse amor entre mãe e filho, os iniciados no culto de Cibele dançavam em frenesi no Dia do Sangue. Os sacerdotes do culto atravessavam as ruas de Roma, extirpavam seus testículos com uma faca de pedra consagrada e depois jogavam as partes ensanguentadas na casa de um romano fora de suspeita. Os moradores afortunados dessa casa deveriam dar roupas de mulher ao sacerdote, que as vestiria até o final de sua vida. Conhecidos como galos, esses eunucos vestidos de mulher tomavam conta do templo de Cibele, que permaneceu até o século IV no sítio romano hoje ocupado pela basílica de São Pedro.

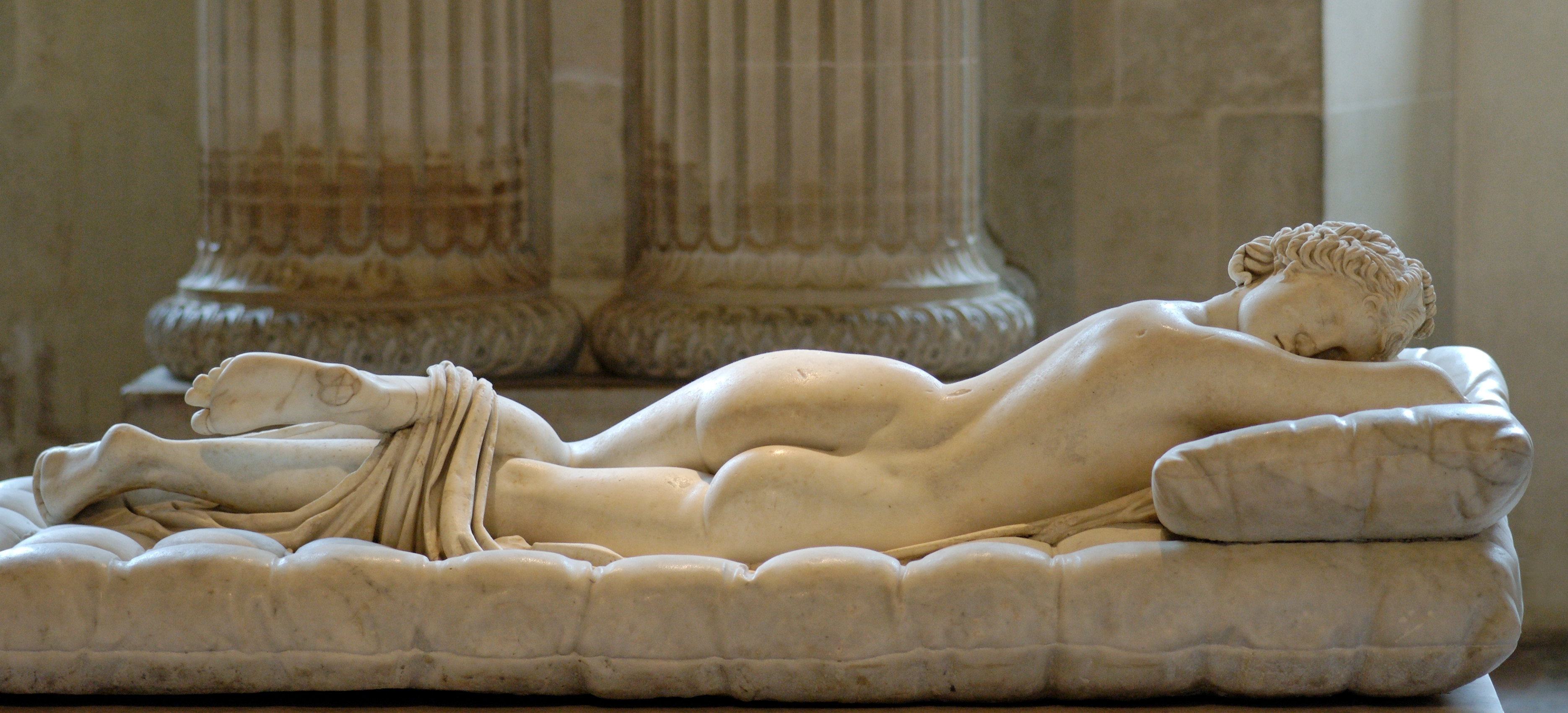
Hermafrodito, deus que possuía corpo cuvilíneo, mamas e pênis

Os gregos possuíam ainda um deus chamado Hermafrodita, que era o patrono da união sexual. Filho de Hermes e Afrodite, possuía mamas e pênis. Conforme estátuas e representações no Museu do Louvre e outros museus, ele lembra muito as atuais travestis ou transexuais, da era moderna tanto em forma física como em postura: masculina e feminina ao mesmo tempo.
Outra referência mitológica remete a uma tribo de citas - povo da Antiguidade - os Enarees, que foram punidos por Afrodite por terem saqueado seu templo mais antigo, em Ascelon. Foram transformados em mulheres assim como toda a sua descendência. Hipócrates, todavia, via a feminilização dos Enarees como resultado de intensas e constantes cavalgadas que afetariam sua masculinidade por alguma forma de lesão física.
BRANDÃO (1997) relata que a travestilidade e a androgenia estão intimamente relacionados ao casamento do herói grego. São vários os heróis que mudam de sexo: Ceneu, Ífis, Leucipo eram mulheres que foram transformadas em homens na época do casamento; Himeneu, Cécrops, Átamas, por sua vez, eram homens e se transformaram em mulheres também na época do casamento. O autor sugere que o casamento do herói seria uma forma de restituição de um equilíbrio perdido; retoma o mito andrógino narrado por Platão, por meio de Aristófanes, no livro “O Banquete”, no qual todo ser humano era composto de duas partes, ou homem ou mulher, que teriam sido separadas por decisão divina. Dessa forma, desde então todos buscam a metade perdida (homem ou mulher), a “alma gêmea”.

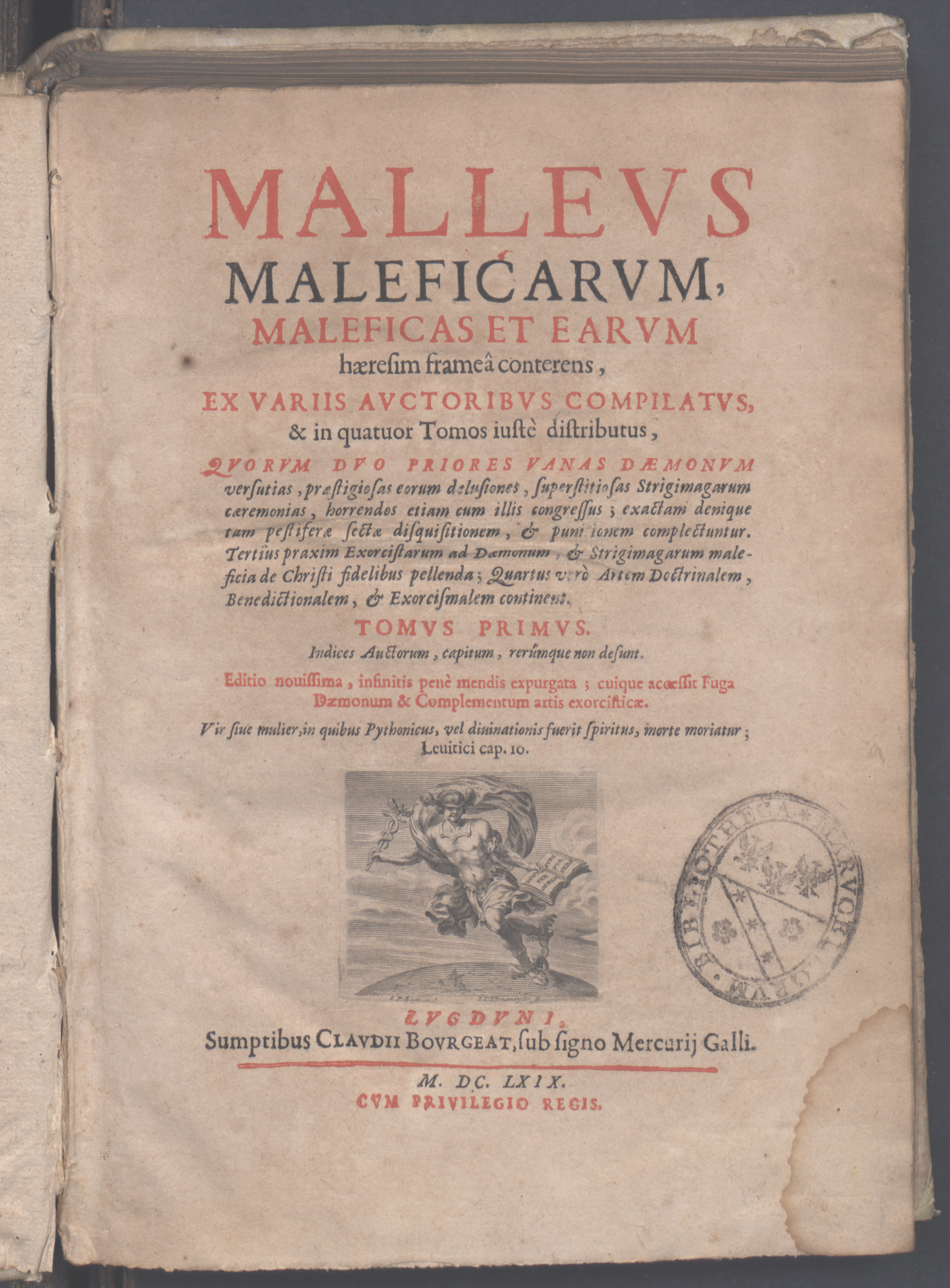
O Malleus Maleficarum onde se relatam-se casos e tratamentos de bruxarias e possessões demoníacas, que dizia que um homem nunca poderia ser transformado maleficamente em mulher, mas uma mulher poderia ser transformada em homem

Não apenas na mitologia greco-romana a mudança de gênero encontra-se presente. No livro hindu Mahabharata, é descrita a história de um rei que se transformou em mulher após se banhar em um rio mágico. Teve centenas de filhos e quando foi-lhe oferecida a oportunidade de ser novamente transformado em homem, recusou, pois dizia a quem quisesse ouvir que o prazer da mulher é muito maior do que o do homem. Ao contrário do mito grego de Tirésias, sua recusa foi aceita e ele viveu como mulher.
Na Europa Ocidental, em plena Idade Média, bruxas e demônios dominavam o cenário religioso e cotidiano. Em 1486, dois monges dominicanos, Heinrich Kramer e Jacobus Sprenger, publicam o Malleus Maleficarum, livro depois adotado pela Inquisição no qual relatam-se casos e tratamentos de bruxarias e possessões demoníacas. Interessante nessa obra, um homem nunca poderia ser transformado maleficamente em mulher, mas uma mulher poderia, sim, ser transformada em homem. Isso aconteceria pelo fato da natureza, na visão corrente à época, evoluir da mulher para o homem, sendo a mulher um homem pouco desenvolvido.

## Nome social e outras questões na escola
Nome social é o nome pelo qual pessoas trans preferem ser chamadas cotidianamente, em contraste com o nome oficialmente registrado que não reflete sua identidade de gênero. Transexuais com menos de 18 anos podem alterar o nome social nas chamadas e quaisquer coisas que utilizem seu nome de nascença na escola, desde que tenham a autorização dos pais. Também possuem o direito de usar a fila do gênero-alvo, bem como o banheiro, se assim desejarem.
No Brasil, a Universidade Federal do Amapá foi pioneira na adoção do nome social para seus alunos. Há iniciativas no mesmo sentido em andamento em outros estados, notavelmente Minas Gerais, Amazonas, Piauí, Pará, Goiás, Paraná e Pernambuco. Segundo a Associação Brasileira de Gays, Lésbicas, Bissexuais, Travestis e Transexuais (ABGLBT), essa decisão tem sido tomada por escolas que evitam quaisquer tipos de preconceito e que prezam pela integridade de seus alunos.

## Elementos transculturais
Relatos etnográficos do mundo todo revelam fenômenos de mudança de gênero em muitas culturas e povos.
Várias tribos de índios norte-americanos têm relatos ou entendimentos míticos ou culturais de mudança de gênero.
Os mais famosos são os Yuman, que acreditam numa “mudança de espírito” após determinados sonhos que aconteceriam na puberdade. Nesses sonhos, jovens homens sonhariam que seriam mulheres e passariam a adotar a postura e os trejeitos femininos, sendo chamados de elxa. O contraponto feminino também ocorre e é chamado de kwe’rhame. Eles são aceitos pela tribo e passam a desempenhar os papéis do gênero atribuído e não mais os do gênero de nascimento. Entre os Yuman da Sierra Estrella acredita-se que a montanha tenha o poder de transformar o sexo dos meninos que desde cedo mostrariam essa mudança. Seriam os Berdache, homens que vivem como mulheres e são aceitos como tal. O contrário, mulheres que vivem como homens, também existe e é aceito. Isto revela uma aprovação social que permite a mudança de gênero.
O termo berdache foi primeiramente utilizado pelos exploradores franceses da América para descrever os indígenas norte-americanos homossexuais passivos, isto é, aqueles nativos que mantinham relações sexuais com outros do mesmo sexo e eram penetrados por esses. Isto gerou a confusão e sinonímia entre homossexualidade e travestilidade com o fenômeno de mudança de gênero. Aliás, a palavra berdache deriva do francês “bardash” que, por sua vez, é derivado do termo italiano “berdascia”, com origem no árabe “bardaji”, variação do persa “barah”, que significa escravo, michê ou prostituto.
Outras tribos são descritas como os Cocopa, os Mojave, Navajo, Jukis e Pueblo, tendo e aceitando os mesmos comportamentos. Há registros de "invertidos sexuais" também nas tribos Tupinambás. Os "invertidos sexuais" dessas tribos, algumas vezes referenciados como homossexuais sem necessariamente serem considerados como transexuais, eram chamados de "tibira" (para o sexo masculino) e "çacoaimbeguira" (para o sexo feminino) com origem na língua Tupi.

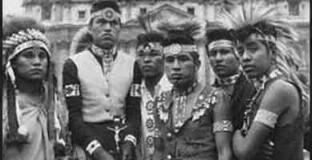
Os Mojave
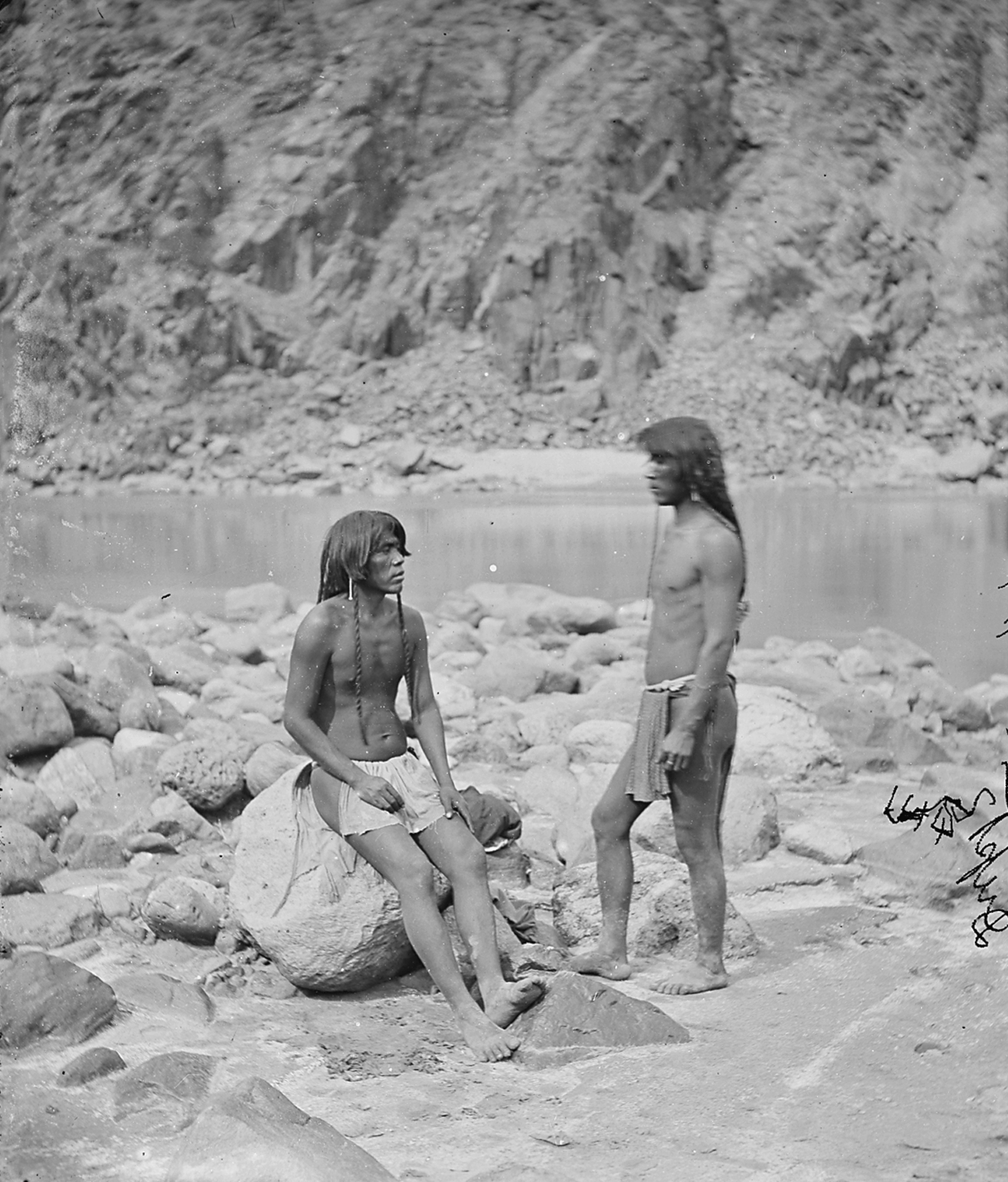
Os Mojave

O mesmo fenômeno se repete entre outros povos, desde tribos siberianas, africanas, brasileiras, da Patagônia e, inclusive, da Oceania.
Entre os indianos da cidade de Varanasi, ao norte da Índia, rituais de castração ou de se vestir como mulher é aceito e explicado culturalmente, como entre os hijras e os jankhas.
Segundo MONEY (1988), os hijras podem ser considerados tanto indivíduos pertencentes a uma casta quanto a um culto. Possuem uma deusa própria, Bahuchara Mata e pela medicina ocidental podem ser considerados mulheres trans.

## Evolução da visão científica
Os primeiros trabalhos sobre sexualidade surgiram no século XIX, nos países de língua alemã. A homossexualidade foi um dos primeiros fenômenos com os quais os pioneiros em sexologia tentaram a formulação de teorias de entendimento e explicação, mais sob uma perspectiva médica do que moral.
Karl Heinrich Ulrichs, nascido em 1862 e falecido em 1895, era um advogado e homossexual que propôs a teoria de que o homossexual não seria nem criminoso nem insano, mas uma “alma feminina num corpo masculino”, resultado de um erro na diferenciação embrionária.
Richard Von Krafft-Ebing, nascido em 1840 e falecido em 1902, influenciado por Ulrichs, publicou em 1886 Psychopathia Sexualis e marca o início de um estudo médico organizado a respeito da sexualidade humana. Antes dele outros autores já haviam se manifestado em relação ao tema (H.J. Löwenstein em 1823, Joseph Häussler em 1826 e Heinrich Kaan em 1844), mas este livro-texto tornou-se um marco na história da assim chamada Sexologia.
No capítulo 4 do livro, intitulado “Patologia geral: neurológica e psicológica”, o autor apresenta um “esquema das neuroses sexuais”:
Periféricas:
1. Sensórias:
  1. anestesia;
  2. hiperestesia;
  3. neuralgia.
2. Secretórias:
  1. aspermia;
  2. polispermia.
3. Motoras:
  1. poluções (espasmos);
  2. espermatorreia (paralisia).

Neuroses Espinais:
1. Afecções do centro de ereção:
  1. irritação;
  2. paralisias;
  3. inibição;
  4. fraqueza irritável.
2. Afecções do centro ejaculatório:
  1. ejaculação precoce anormal;
  2. ejaculação retardada anormal.
3. Neuroses cerebrais:
  1. paradoxia;
  2. anestesia;
  3. hiperestesia;
  4. parestesia: sadismo, masoquismo, fetichismo e sexualidade antipática.

Toda esta divisão representa uma forma de pensar relacionada aos conceitos e padrões alemães da época em relação à sexualidade e à medicina em linhas gerais.
Cabe maior detalhamento ao item sexualidade antipática dentro dessa classificação, pelo significado e pela importância no estudo de transtornos de identidade de gênero.
VON KRAFFT-EBING (1999, p. 58) define sexualidade antipática como:
a total falta de sentimento sexual pelo sexo oposto. Concentra-se toda a sexualidade em seu próprio sexo. Só as propriedades físicas e psíquicas de pessoas do mesmo sexo produzem efeito afrodisíaco e despertam desejo de união sexual. Isto é uma anomalia puramente psíquica, na qual o instinto sexual não corresponde de nenhuma maneira às características sexuais primárias e secundárias. Em detrimento da diferenciação sexual total e do desenvolvimento e atividade normal das glândulas sexuais, o homem é dirigido sexualmente a outro homem, por que conscientemente ou qualquer que seja o motivo ele tem instintos de fêmea.
Essa entidade clínica teria variados graus de desenvolvimento e “afetaria pessoas sem doenças mentais”.
Pesando as influências dos fatores biológicos associados aos fatores educacionais e ambientais, VON KRAFFT-EBING (1999) propõe que características psicossexuais da personalidade se desenvolvem e se tornam imutáveis. Essas características, se não sofrem influências adversas, tornam-se tão harmoniosas e completamente relacionadas com o sexo do indivíduo que mesmo a perda de órgãos, senilidade ou a menopausa não podem alterá-las.
Pode-se entender que as características psicossexuais, das quais fala Von Krafft-Ebing, podem ter conexão com o conceito moderno de identidade sexual.
Esse mesmo autor postula que se o desenvolvimento dessas características for alterado, a personalidade psicossexual poderá ter uma constituição anormal. Concebe-se uma alteração funcional e anatômica, apesar de ser ela desconhecida.
Essa sexualidade invertida aparece espontaneamente, sem causas externas, com o desenvolvimento da vida sexual, como manifestação individual de uma forma de vida sexual anormal e tem a força de um fenômeno congênito; ou se desenvolve como uma sexualidade que no início era normal, mas que, como o resultado de influências danosas, se comporta como anomalia adquirida (VON KRAFFT-EBING, 1999, p.288).
Ele ainda descreve os graus de manifestação da assim chamada sexualidade antipática, de sentimentos e instintos homossexuais, passando por alterações da “personalidade psíquica”, com a correspondente “inversão sexual” até a busca de transformação corporal para o sexo desejado. Essa distinção por graus é dissecada em casos clínicos descritos e discutidos na obra Psychopathia Sexualis.
É interessante notar que a homossexualidade e as questões de identidade sexual estavam colocadas juntas, mas diferenciadas por graus de comprometimento da personalidade.
Já em pleno século XX, Magnus Hirschfeld (nascido em 1868 e falecido em 1935, sob o regime nazista), médico, judeu-alemão e homossexual assumido, publica em 1910 o livro Die Transvestiten em alemão, traduzido para o inglês como Transvestites e sem tradução para o português.
Hirschfeld funda em Berlim o primeiro instituto devotado à pesquisa e ao estudo da sexualidade, fechado com a ascensão de Hitler, que também queimou publicamente sua biblioteca.
Antes dele, Carl von Westphal, professor de Psiquiatria em Berlim, publicou a história de uma mulher e de um homem que se vestiam em gêneros trocados desde a infância. Ele chamou o fenômeno de “sentimentos sexuais contrários”. Todavia, foi Hirschfeld quem publicou extenso trabalho médico com descrição de casos clínicos e cunhou o termo “travestis” para descrever as pessoas que sentem necessidade de vestir roupas do sexo oposto.
No livro, Hirschfeld utiliza os termos pederastia, uranismo e homossexualidade como sinônimos. Na virada do século XIX para o XX, os três termos referiam-se ao mesmo fenômeno. Porém, existe uma grande distinção. Pederastia é descrita como o amor de um homem adulto por um pré-púbere do sexo masculino. Karl Heinrich Ulrichs cunhou o termo uranismo e Karoly Maria Benkert inventou o termo homossexual em 1869, segundo Michael Lombardi-Nash, tradutor para o inglês do livro de Hirschfeld, em 1991.
Não obstante a confusão de termos, Hirschfeld é um dos pioneiros no uso do termo transexual. Ele se refere a um de seus pacientes como sendo transexual psíquico.

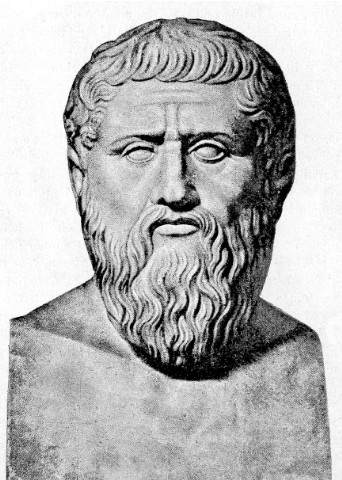
Platão, em livro O Banquete, de origem do termo uranismo

Uma pausa porém se faz necessária para a origem do termo uranismo. Segundo VON KRAFFT-EBING (1999), a origem da expressão encontra-se em Platão, no livro “O Banquete”, no discurso de Pausânias, contado por Aristodemo. No discurso a respeito do Amor (ou Eros), comenta-se que sem Amor não existe Afrodite. E como são duas Afrodites as existentes, seriam dois os Amores correspondentes.
Uma, a mais velha sem dúvida, não tem mãe e é filha de Urano, e a ela chamamos de Urânia, a Celestial; a mais nova, filha de Zeus e de Dione, chamamo-la de Pandêmia, a Popular. É forçoso então que também o Amor, coadjuvante de uma se chame corretamente Pandêmio, o Popular, e o outro Urânio, o Celestial. (PLATÃO, 1997, p. 107).
Seria o Amor Urânio o dedicado aos homens jovens e não às mulheres. Daí a origem do termo uranismo adotado por Ulrichs para designar o desejo de um homem por outro.
Já MONEY (1988) refere que a origem do termo uranismo está no livro Argonauticus de Karl Heinrich Ulrichs, publicado em Leipzig em 1869. Emprestando de Platão, que no livro Symposium fala de Urânia, filha de Urano, concebida sem uma mãe, Ulrichs cunha o termo uranismo e o aplica àqueles homens que, como as mulheres, sentem repulsa pelas mulheres e atração pelos homens porque têm, na verdade, mente feminina em corpo masculino.
Ainda em seu livro, HIRSCHFELD (1991) relaciona vários casos de homens e mulheres que se travestem e discute as variações e motivações desses casos, identificando 10 variedades de travestilidade que foram relacionadas com padrões de comportamentos atuais por DOCTER (1990):
1. Travesti completo: traveste-se e deseja a cirurgia de reatribuição sexual. Corresponderia à denominação atual de transexualidade;
2. Travesti parcial: Sente-se satisfeito com a travestilidade e não deseja a cirurgia. Encaixa-se na denominação de travesti;
3. Travesti constante: A descrição de Hirschfeld é similar à denominação de transgênero;
4. Travesti periódico: Encaixa-se na atual denominação de travesti. Aspectos fetichistas são reconhecíveis e a periodicidade é utilizada na diferenciação com o transexualidade;
5. Travesti no nome: A adoção de um nome feminino faz parte da evolução da travestilidade e acontece após anos da prática de se vestir com as roupas do gênero oposto. Essa é uma categoria que não se faz necessária;
6. Travesti narcísico: características de personalidade narcísica são comuns entre os travestis, mas é desnecessário subtipo específico;
7. Travesti homossexual: Esta categoria de Hirschfeld pode ser enquadrada dentro do transexualidade. Travestis homossexuais e não transexuais são comuns, mas formam uma população pouco estudada pela ciência;
8. Travesti bissexual: Assim como a categoria anterior, os chamados travestis bissexuais são pouco estudados. Deve haver parte considerável de bissexuais entre os chamados travestis heterossexuais;
9. Travesti metatrópico: Seriam aqueles que buscam o amor em uma mulher masculinizada. Não se configura como classificação útil;
10. Travesti autônomo-sexual: Inclui aqueles indivíduos cuja vida sexual é isolada e centrada na própria imagem, “a linda mulher no espelho”. Apesar de ser característica comum, não se sustenta como categoria específica.

Outros autores também no estudo da sexualidade humana, publicam trabalhos e se interessam por esse aspecto. O inglês Henry Havelock Ellis, nascido em 1859 e falecido em 1939, tem sido descrito como um dos primeiros e maiores incentivadores de todas as práticas sexuais. Ele decidiu cedo na vida devotar-se aos estudos da sexualidade, para evitar, às futuras gerações, os problemas e perplexidades que a ignorância lhe havia causado.
Em 1936, Havelock Ellis cunha os termos “inversão sexo-estética” e “eonismo” (em homenagem ao já descrito Chevalier d’Eon) para descrever o fenômeno da travestilidade
É da década de 20 que surgem os primeiros relatos de cirurgia para mudança de sexo. Os primórdios da cirurgia se situam no tratamento para pseudo-hermafroditas e hermafroditas verdadeiros com as chamadas cirurgias de adequação sexual. Experiências com o que atualmente chamam de transexualidade foram feitas na Alemanha, como a do pintor Einar Wegener que em 1923, aos 40 anos, retirou os testículos e o pênis. Posteriormente adotou nacionalidade dinamarquesa e se tornou Lili Elbe. E é também na Dinamarca que se registraram cirurgias bem sucedidas como a de Robert Cowell, aviador da Segunda Guerra Mundial, que se tornou Roberta Cowell, mas sem notoriedade e divulgação.
Alfred Kinsey, nascido em 1894 e falecido em 1956, biólogo que se tornou sexologista, inicia em 1938 um amplo estudo que documenta “quem faz o quê, onde e com quem”, em termos sexuais. Em relação à homossexualidade, revela ao público que 4% da população masculina era exclusivamente homossexual; 37% dos homens adultos haviam experimentado o orgasmo em uma experiência homossexual na adolescência e 50% já havia respondido a estímulos homoeróticos. Além disso, afirma que a prática do comportamento homossexual é amplamente difundida na sociedade, que torna impossível restringi-la a uma minoria desviante. Ele cria a famosa Escala Kinsey que avalia as pessoas numa progressão homossexual-heterossexual de sete pontos, de zero (completamente heterossexual) até seis (completamente homossexual), retirando a homossexualidade da anormalidade e colocando-a num “continuum” de comportamentos sexuais aceitos.
Em 1949, David O. Cauldwell utiliza o termo “psicopatia transexual”, mais tarde referido como “transexualismo”, para descrever o mais extremo exemplo de desconforto de gênero de uma garota que queria ser homem.
Mas é em 1952, com a divulgação em um jornal norte-americano da história de Christine Jorgensen, nascida George Jorgensen, que as questões de identidade sexual ganham conhecimento público.
George Jorgensen Jr nasceu no “Memorial Day” de 1926 em Manhattan. Filho de descendentes de escandinavos, era um garoto quieto, tranqüilo e com maneiras femininas, que aos 19 anos, em outubro de 1945, ingressou nas Forças Armadas Americanas, sendo dispensado com honra 6 meses depois por uma pneumonia. Durante seu período nas Forças Armadas, percebeu que sentia atração pelos colegas e não por mulheres. E o mais relevante, seu interesse não era de um homossexual por um homem, mas sim de uma mulher por um homem.
Nessa época tornou-se fotógrafo e sonhava em trabalhar em Hollywood. Inteirou-se sobre as recentes experiências com hormônios femininos feitas na Dinamarca e em pouco tempo se encontrava em Copenhague frente ao endocrinologista, Dr. Christian Hamburger, solicitando ajuda. Graças ao Ato Dinamarquês de Esterilização e Castração de 1935 (que permitia a castração quando a sexualidade do paciente induzia-o a cometer crimes ou quando envolvia distúrbios mentais com acentuada gravidade), Jorgensen conseguiu não só utilizar hormônios mas também realizar duas cirurgias em dois tempos distintos. A primeira retirou seus testículos e a segunda, em 1952, seu pênis. Ninguém na época pensou na construção de uma vagina. Desde sua primeira cirurgia e concomitante uso de hormônios, ele começou a se vestir como mulher, utilizar nome feminino e viver como uma mulher.
Em dezembro de 1952, ao regressar aos Estados Unidos, foi primeira página de vários jornais norte-americanos: “Ex-GI becomes blonde Beauty” (“New York Daily News”, 1.º de dezembro de 1952) e “Dear Mum and Dad, son wrote, I’ve now become your daughter” (“The Daily Mirror”, 2 de dezembro de 1952). Em 1967 escreveu sua biografia. Nunca se casou nem teve amantes. Virou tema de filme em 1985, “What Sex Am I?”. Foi perseguida por pregadores religiosos, políticos e moralistas em geral. Bebeu muito e morreu em 1989.
É, no entanto, na década de 1960 que as questões ligadas ao "transexualismo" saem da mídia e ganham o terreno da medicina, com a participação do Dr. Harry Benjamin. Lynn Conway foi uma grande notória pesquisadora da IBM por suas contribuições na arquitetura de chips de computadores modernos que transicionou quando Benjamin estabeleceu as normas médicas e jurídicas.
Segundo PERSON (1999, p. 361), “Harry Benjamin descobriu a síndrome que nós chamamos de "transexualismo", nomeou-a, ajudou a projetar o tratamento e mergulhou intensamente em seu estudo e manejo”.
Aos quase 70 anos recebeu de seu amigo Alfred Kinsey um paciente que dizia ser uma mulher presa em corpo de homem. Diferente de todos os outros pacientes que já havia visto – homossexuais “crossdressers” chamados de “drag queens” ou heterossexuais “cross-dressers” chamados de travestis –, que se identificavam como homens, este se identificava como mulher e vivia como mulher. Ele não era delirante nem tinha qualquer psicopatologia psicótica. Ao saber do caso Jorgensen, fez uma correlação que se tornou prática e famosa no seguimento de transexuais.
A história desse pesquisador é interessante.
Harry Benjamin nasceu em Berlim em 1884, filho de um judeu alemão e de uma luterana antissemita e anti-católica.
Após ter-se formado em medicina, interessou-se pelo trabalho com tuberculose e foi por meio desse interesse que em 1913 chegou aos Estados Unidos a convite de um banqueiro novaiorquino, acompanhando seu mestre Friedrich Franz Friedmann, que teria cura e vacina fabulosas para a tuberculose. Após ser descoberta como fraude, Benjamin rompeu com Friedmann que negou-se a pagar sua passagem de volta para a Alemanha.
Em Nova York começou a trabalhar no campo da Endocrinologia. Existe um acontecimento interessante que correlaciona Benjamin a Freud. Eles teriam se encontrado entre 1928 e 1930. Após uma conversa, em clima pouco amigável, Freud teria feito um comentário de que Benjamin seria um homossexual latente por causa de uma impotência psicogênica que o acometia em relação à esposa. Depois disso, Benjamin, que já não via a Psicanálise com bons olhos, passou a considerá-la como não-científica.
Seu trabalho com transexuais culminou com a publicação em 1966 do livro “The Transsexual Phenomenon”, no qual expõe suas ideias a respeito dessa “síndrome”. O livro foi considerado pornográfico, quando de seu lançamento.
Segundo MONEY (1988), foi Harry Benjamin quem tornou o termo popular e acrescentou um segundo “s” ao termo inglês, transexual, já existente.
Benjamin estabeleceu uma escala de orientação sexual chamada “Harry Benjamin Sex Orientation Scale (S.O.S.), Sex and Gender Disorientation and Indecision (Males)” - Escala Harry Benjamin de Orientação Sexual, Desorientação e Indecisão de Sexo e Gênero (Homens) - baseada em sua percepção desses indivíduos, na qual descreve tipos, diferenciando travestilidade de transexualidade.
Esta tipologia serve como guia diagnóstico, muito parecida com as classificações propostas por Krafft-Ebing, Hirschfeld e Ellis, mas não serve como definição diagnóstica.
Avanços importantes são a exclusão da homossexualidade e a diferenciação entre travestilidade e transexualidade.
Essa classificação de 1966 encontra-se hoje disponível e acessível à população via internet em vários “sites” relacionados a transexualidade e ao autor (www.overtherainbow.org.com; www.twentyclub.org; www.genderpsychology.org; www.translife.net; www.symposion.com).
| Tipo 0: Orientação e identificação sexuais sem problemas: heterossexual, homossexual ou bissexual. As ideias de “vestir” ou “mudar de sexo” são estranhas e desprazerosas. Inclui a maioria das pessoas. | | | | | | |
| | Tipo I Pseudo travesti | Tipo II Travesti fetichista | Tipo III Travesti verdadeiro | Tipo IV Transexual não cirúrgico                                                                                | Tipo V Transexual de intensidade moderada                                                            | Tipo VI Transexual de alta intensidade |
| Sentimento quanto ao Gênero | Masculino | Masculino | Masculino, mas sem convicção. | Incerto entre travesti e transexual. Pode rejeitar seu gênero.                                                  | Feminino, preso em um corpo masculino.                                                               | Feminino, inversão “psicossexual”. |
| Hábitos de se vestir e vida social | Vida masculina normal. Pode apresentar pequeno desejo de se vestir. Não é verdadeiramente transexual.                          | Vive como homem. Veste-se periodicamente ou em parte do tempo. Vestese com roupas masculinas.                                               | Veste-se constantemente ou com a freqüência possível. Pode viver e ser aceito como mulher. Pode se vestir com roupas masculinas.      | Veste-se sempre que possível com insuficiente alívio do desconforto de gênero. Pode viver como homem ou mulher. | Vive e trabalha como mulher, se possível. Alívio insuficiente em se vestir.                          | Usualmente vive e trabalha como mulher. Sem nenhum alívio com o vestir. Desconforto de gênero intenso.                                                                                              |
| objeto de escolha sexual e vida sexual | Usualmente heterossexual. Raramente bissexual. Masturba-se com fetiches. Apresenta sentimentos de culpa. Penaliza-se e relaxa. | Usualmente heterossexual. Pode ser bi ou homossexual. Principalmente durante a masturbação tem fantasias de se vestir e de mudança de sexo. | Heterossexual, exceto quando vestido. Vestir dá satisfação sexual e alívio ao desconforto de gênero. Comum a punição e o relaxamento. | Baixa libido. Geralmente assexual ou auto-erótico. Pode ser bissexual.                                          | Baixa libido. Assexual, auto-erótico ou homossexualidade passiva. Pode ter sido casado e ter filhos. | Desejos intensos de se relacionar com homens normais no papel de mulher, se jovem. Com o tempo, baixa libido. Identificação heterossexual, bissexual ou lésbica. Pode ter sido casado e ter filhos. |
| Operação de conversão | Na realidade não considera. | Pode considerar somente em fantasia. Rejeita-a                                                                                              | Rejeita, mas a ideia é atraente. | Atraente, mas não solicitada.                                                                                   | Solicitada.                                                                                          | Urgentemente solicitada e usualmente conseguida. |
| Hormonioterapia/ Estrogenoterapia | Não considera; não indicada | Raramente interessado. Pode ajudar a reduzir a libido.                                                                                      | Atrativa como experiência. Pode ser útil como diagnóstico.                                                                            | Necessária para conforto e balanço emocional.                                                                   | Necessária como substituta ou como preliminar para a cirurgia de conversão sexual.                   | Necessária como alívio parcial. |
| Psicoterapia | Paciente não deseja. Desnecessária                                                                                             | Pode ser bem sucedida em circunstância social favorável.                                                                                    | Vale como tentativa, mas sem sucesso de cura.                                                                                         | Só como apoio. Muitas vezes recusada e sem sucesso.                                                             | Rejeitada. Menos ainda como cura. Orientação psicológica permissiva.                                 | Orientação psicológica ou psicoterapia só como alívio sintomático. |
| Observações | Somente interesse esporádico em se vestir. Raramente tem nome feminino quando vestido.                                         | Pode ser confundida com dupla personalidade masculina e feminina, com nomes masculinos e femininos.                                         | Pode assumir dupla personalidade. Inclinase para a transexualidade.                                                                   | Vida social dependente das circunstâncias. Freqüentemente identifica-se como transgênero.                       | Cirurgia desejada, esperada e buscada com esforço até conseguir.                                     | Despreza seus órgãos sexuais masculinos. Perigo extremo de auto-mutilação ou até mesmo suicídio se a cirurgia de conversão não é conseguida.                                                        |

Como explicitado nos vários tipos que descreve, Benjamin acreditava que a transexualidade seria só masculino. A transexualidade feminino seguiria outro desenvolvimento pelas suas características e freqüência na população. Ele acreditava em uma base biológica explicativa para ambos, mas misturada a fatores ambientais não explicitados.
Harry Benjamin trabalhou durante anos com transexuais. Atendeu milhares deles e morreu, em 1986, aos 102 anos de idade.
Após Benjamin, a medicina dos Estados Unidos iniciou um processo de incorporação desse novo diagnóstico e o tratamento proposto pelo autor. O Johns Hopkins Hospital estabeleceu um Comitê Clínico de Identidade de Gênero e em 1960 o hospital realizou uma mamoplastia redutora bilateral em uma mulher que expressou o desejo de ser homem. Para participar desse mesmo processo, The Erikson Educational Foundation foi fundada no final da década de 60 com o intuito de disseminar o conhecimento e fomentar pesquisas nessa área, além de estimular a criação de clínicas de gênero.
Outro autor importante é John Money. Nascido em 1921 na Nova Zelândia, mudou-se aos 26 anos para os Estados Unidos. Fez doutorado em psicologia na Universidade de Harvard com o tema de intersexo e depois foi para o Johns Hopkins Hospital, onde fez carreira meteórica como pesquisador e especialista em sexualidade.
Em 1955, Money fez uma importante diferenciação entre sexo biológico e gênero a partir de seus primeiros estudos com intersexos.
Provocador teórico desde os anos 60, Money estabeleceu uma teoria psicossocial de gênero e identidade, na qual toda criança deve ter sua identidade de gênero fixada muito cedo em sua vida. Fundador da Clínica de Identidade de Gênero do Johns Hopkins Hospital, Money foi o responsável por várias cirurgias de reatribuição sexual realizadas com transexuais nas décadas de 1960 e 1970.
Money e seus associados demonstraram que o primeiro e crucial passo na diferenciação do gênero de uma criança é sua auto denominação como masculina ou feminina de acordo com o sexo atribuído e determinado. Na mesma época estabeleceram que a diferenciação de gênero, usualmente irreversível após os 18 meses de vida, está completa por volta dos 4,5 anos de idade.
John Money escreve em 1973, com Anke Ehrhardt, sua colaboradora em muitos trabalhos, um livro que se torna peça fundamental no estudo de gênero, especialmente para os casos de intersexo e transexualidade. Trata-se de Man and woman, boy and girl. Nele, o autor explicita suas ideias a respeito da definição da identidade de gênero.

Além da seqüência de diferenciação de gênero, os autores definem dois conceitos importantes para o entendimento do transexualidade e do intersexo, que já eram conhecidos desde os anos 60. São eles:
Identidade de gênero: a identidade, harmonia e persistência da individualidade de alguém como masculina (homem), feminina (mulher) ou ambivalente, em maior ou menor grau, especialmente como ela é experimentada com sua própria consciência e comportamento; identidade de gênero é a experiência privada do papel de gênero e papel de gênero é a expressão pública da identidade de gênero.
Papel de gênero: tudo o que uma pessoa diz e faz para indicar aos outros ou a si mesmo seu grau de masculinidade, feminilidade ou ambivalência; isso inclui, mas não se restringe, ao desejo e resposta sexual; papel de gênero é a expressão pública da identidade de gênero e identidade de gênero é a experiência privada do papel de gênero (MONEY, EHRHARDT, 1996, p. 4).
Robert Stoller, psicanalista importante no estudo do transexualidade, na década de 60 separa sexo de gênero, atribuindo a sexo uma definição biológica e a gênero, uma definição sócio-psicológica.
Essa separação entre o biológico e o psicológico torna-se realidade com a visão do sexo como quatro formas físico-psicológicas distintas, mas relacionadas, tanto na visão de Money quanto na de Stoller:
1. sexo biológico definido por seis características anatômicas e fisiológicas: cromossomos, gônadas, genitália interna, genitália externa, hormônios e caracteres sexuais secundários;
2. gênero, composto pela identidade de gênero, ou núcleo da identidade de gênero (noção de ser “macho” ou “fêmea”, homem ou mulher) e pelo papel de gênero ou papel de identidade de gênero (noção de ser masculino ou feminino) e comportamento ligado ao papel de gênero;
3. comportamento sexual, declarado e fantasiado, expresso em ambos pela escolha do objeto e natureza da atividade;
4. reprodução, capacidade biológica relacionada com a propagação da espécie.

No início dos anos 70, a transexualidade foi aceita oficialmente como síndrome e foram desenvolvidas extensas pesquisas, publicações e programas de tratamento. Em 1973, o termo disforia de gênero foi criado, incluindo genericamente aqueles indivíduos que sofrem de algum tipo de desconforto de gênero.
Em 1977, sexologistas ligados à questão de gênero formaram a Harry Benjamin International Gender Dysphoria Association e desenvolveram código e estatuto de tratamento padrão.
Finalmente, o termo “transtorno de identidade de gênero” tem sido usado para descrever os indivíduos com disforia de gênero desde 1980, com a publicação do DSM-III (“Diagnostic and Statistical Manual”, 3rd edition) pela American Psychiatric Association. O uso do termo "transexualismo" e transtorno de identidade de gênero, presente no DSM-III e na revisão de 1987 (DSM-III-R), legitimou um lugar para esses transtornos no universo psiquiátrico e médico. Para o DSM-IV, em 1994, um grupo liderado por Susan Bradley melhorou os critérios e a descrição desses transtornos, retirando os termos disforia de gênero, "transexualismo" e transgênero. Este mesmo direcionamento se mantém no DSM-IV-TR.
A Classificação Internacional de Doenças, 10.ª versão (CID-10), da Organização Mundial de Saúde (OMS), Capítulo V, Transtornos Mentais e do Comportamento, inclui nos chamados Transtornos de Identidade Sexual o "transexualismo", a travestilidade de duplo papel e os transtornos de identidade sexual na infância, além dos genéricos, outros transtornos de identidade sexual e transtorno de identidade sexual não especificados. Na classificação da travestibilidade e transexualidade pela CID-10 cabem alguns esclarecimentos: caso a travestibilidade e transexualidade não fossem amparadas pela CID-10, tratamentos hormonais, cirurgias plásticas, estéticas, e de reatribuição de sexo dificilmente poderiam ser realizadas com amparo de médicos credenciados.

## A questão transexual no Brasil
No Brasil, é uma constante histórica o entendimento de que todo comportamento sexual entre pessoas do mesmo sexo biológico seja expressão de homossexualidade. Mesmo a travestilidade, com ou sem atividade sexual, encontra-se incluído nessa maneira de entender tais comportamentos.
Além de ter, desde o descobrimento, o estigma de paraíso sexual, o Brasil carrega ainda como aspecto cultural o fato de ser comum no carnaval o fenômeno de travestilidade, o que gera a impressão de que a homossexualidade, a travestilidade e a transexualidade são "aceitas" e disseminadas no país.
Segundo GREEN (2000, p. 23):
Para muitos observadores estrangeiros, de Buenos Aires a São Francisco e Paris, essas imagens variadas dos homossexuais brasileiros, extrovertidos e licenciosos, que expressam a sensualidade, a sexualidade ou a atitude camp durante o carnaval, acabaram sendo confundidas com uma suposta tolerância da homossexualidade e da bissexualidade nesse país. A permissividade aberta do carnaval, assim diz o estereótipo, simboliza um regime sexual e social que aceita a ambiguidade sexual sem restrições, incluindo a sexualidade do homem em relação ao homem.
Contribui para isso a realidade de que no país não existem leis anti-homossexuais na Constituição e nem no Código Penal. Esse fato, contudo, não impede a ocorrência de repressão policial e atitudes discriminatórias no dia-a-dia. Além do quê, pela herança cultural católica e latina, é considerado homossexual o homem que apresenta trejeitos femininos, ou seja, é afeminado. Portanto, a dificuldade em se definir transexualidade como outra variável de comportamento humano ainda é difícil e a confusão com travestis permanece. O autor exemplifica essa confusão permanente ao relatar o caso de um homossexual:
Nascidos com genitais masculinos mas sexualmente atraídos por outros homens, alguns pensavam que sua essência, alma, espírito, ou pensamento eram, na verdade, femininos, e estavam encarcerados erroneamente num corpo masculino. Nem sua provável formação católica, ou meio social em que foi criado no Brasil rural, nem o aconselhamento médico ofereceram a Marina um modelo alternativo para construir sua identidade sexual e social. Seu desejo de servir, de assumir o papel tradicional da mulher num relacionamento, parecia-lhe a única opção disponível (GREEN, 2000, p. 136-137).
Para COSTA (1992), mesmo o conceito de homossexualidade estaria ultrapassado. Com isso, propõe o termo homoerotismo que desconstrói o sentido médico científico e introduz uma noção de desejo sexual pelo mesmo sexo. Já o conceito de identidade sexual não fica claro se pertenceria a esta categoria ou não, apesar do conteúdo contestador presente no desejo e na crença verdadeira de pertencer ao sexo oposto.
Todas essas referências, apesar de pouco esclarecedoras, são pertinentes à homossexualidade e à transexualidade masculina. A homossexualidade, a travestilidade e a transexualidade feminina permanecem em terreno obscuro no Brasil. Já no campo da cirurgia de reatribuição sexual, muito se evoluiu nesses últimos 30 anos. Segundo COUTO (1999), a primeira cirurgia, que prefere chamar de adequação sexual, realizada no Brasil foi em 1971 pelo Dr. Roberto Farina. O custo desse pioneirismo foram dois processos, um criminal e outro no Conselho Federal de Medicina. O médico foi considerado culpado nos dois processos.
Contudo, de acordo com COUTO (1999), desde a década de 1970 muitos transexuais brasileiros realizaram as cirurgias de reatribuição sexual ilegalmente, no Brasil ou fora (Europa: Dinamarca e Inglaterra; África: Marrocos; América do Sul: Equador).
Paralelamente a esses acontecimentos, no campo jurídico e legal têm início algumas atitudes isoladas. Em 1979 foi apresentado projeto de lei de autoria do deputado José de Castro Coimbra que regulamentava na esfera jurídica a problemática das pessoas transexuais. Apesar de aprovado pelo Congresso Nacional, foi vetado pelo Presidente da República João Figueiredo.
Atualmente tramita no Congresso Nacional outro projeto de lei de autoria do deputado federal José Fortunati que regulariza as questões vitais dos transexuais, como cirurgia e alteração de nome e documentos.
Com a aprovação da Resolução 1482/97 do Conselho Federal de Medicina (CFM) autorizando, segundo determinados critérios, a realização da cirurgia de transgenitalização, o panorama mudou. “Acredita-se que existam cerca de 1.500 transexuais operados no Brasil e que pelo menos mais 1.200 estejam na fila aguardando a autorização para a cirurgia” (COUTO, 1999, p. 38).
Essa Resolução resolvia:
1. autorizar, a título experimental, a realização de cirurgia de transgenitalização do tipo neocolpovulvoplastia, neofaloplastia e ou procedimentos complementares sobre gônadas e caracteres sexuais secundários como tratamento aos transexuais;
2. a definição da transexualidade obedecerá, no mínimo, aos seguintes critérios: desconforto com o sexo anatômico natural; desejo expresso de eliminar os genitais, perder as características primárias e secundárias do próprio sexo e ganhar as do sexo oposto; permanência desse distúrbio de forma contínua e consistente por pelo menos dois anos; ausência de outros transtornos mentais;
3. a seleção dos pacientes para cirurgia transgenital obedecerá à avaliação de equipe multidisciplinar constituída por médico-psiquiatra, cirurgião, psicólogo e assistente social, segundo os critérios definidos, após dois anos de acompanhamento conjunto: diagnóstico médico de transexualismo; maior de 21 anos; ausência de características inapropriadas para cirurgia;
4. as cirurgias só poderão ser praticadas em hospitais universitários ou hospitais públicos adequados à pesquisa;
5. consentimento livre e esclarecido, de acordo com a Resolução CNS nº 196/96.

Em 2002, o Conselho Federal de Medicina aprova nova Resolução, a de número 1652/2002, que amplia o já disposto na Resolução 1482/97:
1. autoriza a cirurgia de transgenitalização do tipo neocolpovulvoplastia e/ou procedimentos complementares sobre gônadas e caracteres sexuais secundários como tratamento aos transexuais;
2. autoriza, ainda a título experimental, a realização de cirurgia do tipo neofaloplastia e/ou procedimentos complementares sobre gônadas e caracteres sexuais secundários como tratamento aos transexuais;
3. mantém as definições da transexualidade;
4. mantém a seleção dos pacientes;
5. as cirurgias para adequação do fenótipo feminino para masculino só poderão ser praticadas em hospitais universitários ou hospitais públicos adequados para a pesquisa;
6. as cirurgias para adequação do fenótipo masculino para feminino poderão ser praticadas em hospitais públicos ou privados, independente da atividade de pesquisa.

Com isso, o tratamento dos transexuais masculinos se ampliou e o dos transexuais femininos continua em pesquisa.
A partir da Resolução de 1997 os transexuais vêm tendo maior visibilidade e suas questões, maior transparência social, seja em matérias de revistas, jornais, televisão, novela e até em política. No início, por conta das primeiras cirurgias realizadas; depois, por questões de cidadania.
Bianca Magro, registrada como Edilson, foi a primeira transexual a ser operada gratuitamente, no Hospital das Clínicas da Universidade Estadual de Campinas (UNICAMP), em 8 de abril de 1998, depois que a cirurgia foi autorizada pelo CFM.
Em São José do Rio Preto, no Hospital de Base e na Faculdade de Medicina, desde dezembro de 1998 são realizadas cirurgias de reatribuição sexual.
Foi noticiado no jornal Folha de S.Paulo de 22 de dezembro de 2002 sobre Camille Cabral, transexual brasileira, médica e conselheira municipal em Paris, cidade onde exerce sua cidadania. Foi na França que Camille se revelou transexual e se casou por duas vezes. Hoje, viúva de seu segundo marido, trabalha com questões relativas a doenças sexualmente Transmissíveis e minorias como conselheira municipal eleita pelo 16.º “arrondissement” de Paris pelo Partido Verde.
No Hospital das Clínicas da Faculdade de Medicina da Universidade de São Paulo, mais especificamente na Unidade de Endocrinologia de Gônadas e Intersexo da Primeira Clínica Médica, existe um trabalho médico e psicológico com transexuais desde meados dos anos 70. Com o advento da resolução do CFM juntou-se à equipe um urologista e, posteriormente, cirurgiões plásticos no atendimento aos transexuais.
No Instituto de Psiquiatria do Hospital das Clínicas da Faculdade de Medicina da Universidade de São Paulo (Ipq HCFMUSP), nos anos 80, o psiquiatra Renato Del’Sant iniciou trabalho pioneiro e específico de estudo e atendimento dessa população, mas que pela impossibilidade cirúrgica na época, não teve continuidade.
Com a inauguração do ProSex em 1993, muitos transexuais buscaram esse serviço interessados em acompanhamento e cirurgia.
Mas foi com a resolução do CFM de 1997 que um trabalho efetivo, que conta com adesão dos pacientes, vem funcionando.
Em conjunto com a Endocrinologia, o ProSex integra uma equipe multidisciplinar e coesa, desde 1999, discutindo critérios diagnósticos, questões éticas, manejo terapêutico, psicoterapia e questões práticas do dia-a-dia como, por exemplo, dificuldades em se marcar cirurgia etc.
Em 1998, cria-se o Protig - Programa de Transtorno de Identidade de Gênero (DSM-IV) / Transexualidade (CID-10) - no Hospital das Clínicas de Porto Alegre em associação com a Universidade Federal do Rio Grande do Sul.
Nos dias atuais, em que a realização das cirurgias de reatribuição sexual parece algo irrevogável, o grande problema se situa na condição legal e jurídica da pessoa operada. Apesar de não existir decisão formal, muitos pacientes têm conseguido, ainda que de forma isolada, a mudança de nome e sexo no registro civil, o que leva à alteração de toda a documentação e a uma diminuição do constrangimento cotidiano a que eram expostos.

## Outras questões relevantes
Alguns outros pontos importantes relacionados aos transtornos de identidade de gênero merecem destaque. De certa maneira, estão ligados ao transtorno e influenciam, especialmente em relação à transexualidade, a qualidade de vida e o sentido de realização desses indivíduos.
As atitudes das pessoas em relação à transexualidade é um aspecto importante, tendo sido analisado de maneira complexa por LANDÉN e INNALA (2000) em amplo estudo realizado na Suécia. Os resultados obtidos podem ser assim resumidos:
- a grande maioria aceita a possibilidade dos transexuais poderem ter seu sexo reatribuído;
- 63% acreditam que a própria pessoa deva pagar por isso e não o Estado;
- a grande maioria acredita que eles possam se casar e trabalhar com crianças após a mudança;
- 43% apoiam a adoção de crianças por transexuais operados e 41% são contra;
- homens e o grupo com idade mais alta apresentam visão mais restritiva, que os grupos de mulheres e os de idade mais jovem.

Outra questão que desperta interesse científico é a dos parceiros. Quem são essas pessoas que se interessam e têm desejo por transexuais, ou, em sentido mais amplo, por quem sofre de transtorno de identidade de gênero?
BLANCHARD e COLLINS (1993) realizam estudo a respeito de homens que se interessam por travestis, transexuais e homens feminilizados. Dão a esse desejo o nome de ginandromorfofilia. Afirmam que essa população é muito maior do que se imagina em função do mercado voltado para eles: publicações, revistas pornográficas, prostituição específica em ruas e em anúncios publicados em jornais diários.
Encontram três padrões de comportamento.
1. primeiro grupo, ou padrão comportamental, refere-se a homens que buscam essa população com fins românticos, de se relacionar afetivamente com eles. Não se travestem, isso é não são transexuais, travestis ou transgêneros e não fazem diferenciação de termos entre transexuais, travestis ou qualquer outro tipo; são masculinos e vivem como tal.
2. segundo grupo é aquele que se reconhece como com atividades de travestis, seja ao se vestir, seja no estilo de vida. Procuram outros para encontros sexuais ou ligações afetivas.
3. terceiro e último grupo, residual, é aquele em que se encaixam os travestis e transexuais, que não buscam alguém parecido com eles mas, sim, homens masculinos, de preferência, hipermasculinos.

Os pesquisadores ressaltam que nenhum dos integrantes das três categorias se definiu como “gay” ou homossexual. Apenas poucos se definiram como bissexuais. A grande maioria não fez referência ao seu estado civil, poucos assumiram que eram casados.
As conclusões finais são de que a grande maioria desses homens não é composta de pessoas com atividades ou comportamentos travésticos. Os ginandromorfófilos “puros” se diferenciam dos travestis “puros” por vários motivos, desde a forma como se reconhecem, esperam ser tratados (como homem ou mulher) até pela preferência de papel dominante na interação sexual. Para esses estudiosos, todas essas evidências constituem a base para a afirmação de que a ginandromorfofilia se constitui como interesse erótico separado e particular.
As expressões “maioria” e “poucos” encontradas no parágrafo anterior são do texto pesquisado. Os autores não fazem referência à porcentagem ou números absolutos e optam pelo uso desses termos.
Já entre transexuais femininos, STEINER e BERNSTEIN (1981) direcionam a pesquisa mais para as características da relação estabelecida do que meramente do parceiro. Encontram, em relação às parceiras, que:
- 95% tiveram previamente coito com parceiros homens;
- 10% tiveram relações homossexuais ( com mulheres), enquanto 90% negam esse tipo de relação;
- 73% relatam orgasmo com homem, 27% negam;
- 100% relatam orgasmo no sexo com parceiro transexual;
- 95% se vê como mulher durante a relação sexual, 5% como homem e como mulher em tempos alternados;
- 91% reconhece seu parceiro como homem durante fantasias sexuais, 9% o vê nos dois papéis (masculino e feminino).

Em relação aos transexuais masculinos:
- 100% preferem parceiras mulheres;
- 41% já tiveram intercurso sexual com homens;
- 85% já tinham tido relação sexual com mulheres;
- 23% revelam orgasmo durante a atividade sexual com homens;
- 85% dizem ter orgasmo durante intercurso sexual com mulheres;
- 100% quer ter um pênis;
- 100% se vê como homem durante o sexo e vê a parceira como mulher.

Concluem afirmando que os transexuais querem exercer o papel de pai e muitas vezes escolhem parceiras que já tenham filhos; além disso, as companheiras contribuem para sua estabilidade na fase de transformação. Já as parceiras relatam casamentos infelizes prévios e vêem a atual relação com esse “homem sem pênis” como segura, sem riscos de gravidez e estável. O somatório dessas buscas faz desse tipo de relacionamento um espaço sexual e emocionalmente gratificante, o que favorece que a parceria dure muitos anos.
As questões legais envolvendo os transexuais também formam tópico importante e que determina inclusão social e afetiva após a cirurgia.
RENDLEMAN (1998) expressa a dificuldade da equipe médica em lidar com transexuais pré-cirúrgicos que utilizam nome fictício.
ALTHOF (1980) analisa a importância da mudança de nome para essa população e as dificuldades encontradas.
No Brasil, ARAUJO (2000) trata em termos jurídicos dos direitos constitucionais que um transexual se faz merecedor após a cirurgia de reatribuição sexual. Atualmente, muitos pacientes têm conseguido a mudança de nome e sexo em registro civil (certidão de nascimento), mas ainda na dependência de decisão judicial favorável. A resolução do Conselho Federal de Medicina contribuiu muito para essa mudança jurídica nos últimos anos.
Em outros países, os problemas não se atêm à questão do nome. Em muitos lugares existe a discriminação legal) e até perseguição policial.
Por fim, relacionada às questões legais, existe, pelo menos nos EUA, preocupação com o acesso e as necessidades específicas dessa população no tocante à saúde pública.
LEE (2000), CLARK et al. (2001), GREEN (2000), LOMBARDI (2001) e MEYER (2001) discutem, avaliam e propõem a urgência de um programa de saúde voltado para a população LGBT (lésbicas, gay, bissexual e transgênero) em que sejam discutidas questões relevantes de cidadania e saúde específicas para eles.
Já WIESSING et al. (1999) e CLEMENTS-NOLLE et al. (2001) discutem a necessidade de um programa específico em relação à AIDS, infecção por HIV e uso de silicone para a população transexual.
Em relação à mídia escrita, o tema, além de importante e vendável, desperta a curiosidade das pessoas, servindo como meio de dissolução de preconceitos e ignorância, mas também oferecendo a questão como algo sensacionalista. Nos EUA, a revista GQ, na edição de agosto de 2001, publica matéria interessante sobre uma jornalista vivendo como homem (My Life as a Man). A mesma revista, em maio de 2002, revela a história de um professor de inglês, casado e transexual (From a Man to a Woman).
No Brasil são comuns matérias sensacionalistas ou pornográficas. Contudo, a revista Época, na edição de número 236 de novembro de 2002, publica reportagem esclarecedora sobre o assunto, além de na edição número 295 de 12 de janeiro de 2004 tornar público o trabalho da pesquisadora da Universidade de Stanford, Joan Roughgarden, uma mulher transexual, que “afirma que as identidades homossexuais e transexuais são abundantes em várias espécies de vertebrados”.
O jornal “Folha de S.Paulo”, nas edições de 14 e 15 de novembro de 2003, publica importante informação e comentário sobre a participação de transexuais na Olimpíadas de Atenas em 2004. Nas edições de 5 e 6 de março de 2004, noticia a presença da mulher transexual, Mianne Bagger, competindo no torneio de tênis Aberto da Austrália.
A maior visibilidade dos transexuais pode contribuir para a diminuição do preconceito e da discriminação, o cuidado deve centrar no sensacionalismo e na exploração sexual e pornográfica do tema.
Os transexuais estarão expostos à discriminação, chacota e humilhação alimentadas pela ignorância e preconceito, enquanto não for adotada uma postura de legalização, legitimação, reconhecimento e repeito. Cabe também aos profissionais de saúde fomentar e defender essa mudança de atitude e cuidado em relação a esses indivíduos que buscam na Medicina ajuda para resolução de seus problemas.
Em verdade, essa é uma história que está longe do término. A questão transexual é recente dentro da Medicina e mesmo de outras áreas de pesquisa. Só nos últimos 40 anos é que algum conhecimento se estruturou, há muito para ser discutido, revelado, conhecido, e em trabalho integrado.
Esse tema e essa população necessitam de diversas equipes calcadas em princípios sólidos de respeito e atenção à saúde e à cidadania. As questões legais não são específicas desse processo médico, mas a interligação é evidente e necessária, e o distanciamento representaria uma fuga de responsabilidades éticas e sociais.
Tudo isso encontra respaldo na bibliografia pesquisada e adquire caráter de urgência na realidade cotidiana dos transexuais e também daqueles que se dispõem a trabalhar com eles.

## Termos relacionados
- Androginia: característica da pessoa que tem ao mesmo tempo traços de ambos os sexos, não parecendo nem só masculina ou feminina.
- Crossdressing: necessidade fetichista de se vestir com roupas típica do gênero oposto para obter satisfação sexual.
- Drag queen: pessoa que se traveste da forma típica do gênero oposto para fins geralmente humorísticos ou profissionais.
- Gay: atração erótica e afetiva de um homem por outro.
- Homossexualidade: pessoa cujo desejo erótico e afetivo é voltado a indivíduos do mesmo sexo ou gênero.
- Identidade de gênero (também identidade sexual): autopercepção de ordem neurológica sobre o sexo biológico, além da identificação com os elementos social e culturalmente delimitadores do que é típico do comportamento masculino ou feminino.
- Intersexuação: indivíduo que possui características sexuais parte da definição típica de “sexo feminino” e “sexo masculino”.
- Lesbianidade: atração erótica e afetiva de uma mulher por outra mulher.
- Orientação sexual: refere-se à capacidade de atração sexual ou romântica que uma pessoa pode sentir por algum ou alguns gêneros ou sexos.
- Transgeneridade: termo que inclui pessoas que possuem uma identidade de gênero diferente da típica do sexo atribuído ao nascer.
- Travestilidade: Identidade de gênero latino-americana que está dentro do espectro feminino. Contudo, não há necessidade de readequação genital (fazer a cirurgia de redesignação sexual, vulgarmente conhecida como “mudança de sexo”), como no caso dos transexuais.